# MSV Ludwigshafen 1903
MSV Ludwigshafen 1903 is een Duitse voetbalclub uit Ludwigshafen am Rhein.

## Geschiedenis
De club werd in 1903 opgericht als SC Union 1903 Mundenheim. In 1922 werd de naam SpVgg Mundenheim aangenomen. In 1928 promoveerde de club naar de hoogste klasse van de Rijncompetitie. Na twee lagere noteringen werd de club vierde op acht clubs in 1930/31, dit was het beste resultaat voor de club. In 1933 kwam de NSDAP aan de macht in Duitsland. De competitie werd grondig geherstructureerd en de Gauliga werd ingevoerd als hoogste klasse. Mundenheimer SpVgg, dat slechts zevende op tien clubs eindigde kwalificeerde zich hier niet voor. 
In 1940 promoveerde de club naar de Gauliga Südwest-Mainhessen. Na één seizoen werd de Gauliga ontbonden en ging de club in de Gauliga Westark spelen, waar ze meteen uit degradeerden. 
In 1967 nam de club de huidige naam aan. 